# 羅兆鵬
羅兆鵬（16世紀—16世紀），原姓梁，榜名姓黎，字少南，廣東廣州府新會縣古勞人，明朝政治人物。

## 生平
羅兆鵬是嘉靖二十八年（1549年）己酉科廣東鄉試第五十四名舉人，授長樂教諭，四十三年（1564年）陞長泰知縣，修築良岡書院教育士子，又判決長期訴訟的案件，當地盜賊多出沒，他首先提倡建城並親自實行，長泰因而成為巖邑，福建巡撫汪道昆、譚綸、監察御史李邦珍、陳萬言均上奏舉薦他，隆慶元年（1567年）晉秩改寧洋知縣，卻因被要官中傷而辭官回鄉，長泰、寧洋兩縣均為他立祠祭祀，在家鄉時得知有官員的女兒陪嫁到武官家，於是高價贖回該女子送歸其母家，後來該女子為貴顯人家之妻。

## 引用
1. 1 2  道光《新會縣志·卷八·人物上》：羅兆鵬，字少南，古勞人 今屬鶴山，嘉靖二十八年舉人，選長樂縣教諭，起靡裁競，士習以正，擢知長泰縣，丰裁凜凜，科則有規，修良岡書院以課士，埔邊塘田為要官所奪，民屢訴不決，鵬舉判而歸之民，寧洋盜區，首議建城，身任其勞，遂成巖邑，督撫汪道昆、譚綸，直指李邦珍、陳萬言薦諸朝，加秩移治寧洋，而漳之要官讒之乃歸，二邑各為立祠祀之，歸後聞里有宦女媵武臣家，厚贖而歸其母，女後為貴顯婦云。 王志
2. ↑  道光《新會縣志·卷六·選舉》：舉人 明……嘉靖……梁兆鵬 古勞人，賈志 順德學，本姓羅，今隸鶴山，黃通志及明題名錄作姓黎，阮通志 二十八年己酉科，福建長泰、寧洋知縣，有傳 賈志